# 청주강내도서관
청주강내도서관(淸州江內圖書館)은 대한민국 충청북도 청주시에 있는 도서관이다.

## 연혁
- 2016년 10월 19일 개관.

## 이용 안내
이용 시간
휴관일
- 매주 금요일
- 관공서의 공휴일에 관한 규정이 정하는 공휴일